# Бион Борисфенит
Био́н Борисфени́т (др.-греч. Βίων ὁ Βορυσθενίτης; ок. 350—330 до н. э.), древнегреческий философ-киник и писатель.
Точные даты рождения и смерти Биона Борисфенита неизвестны, но приблизительно они определяются по его современникам, время жизни которых известно лучше. Ю. Т. Лейбенсон указывает, что он хорошо знал царя Антигона Гоната согласно Диогену Лаэртскому и Стобею, а тот же Диоген и Деметрий Лакон называли учителей Биона: Феодор Безбожник, Кратет Фиванский и Феофраст. Также известно, что Борисфенит общался с философами, среди которых были Аркесилай, Ксенократ, Менедем, Персей и Эратосфен, сохранились данные о таких учениках Биона, как Телес Мегарский и Аристон Хиосский. В итоге приблизительная оценка времени жизни писателя «гуляет» в районе десятилетия по обоим датам у разных авторов, но можно точно сказать, что время жизни Биона — первая четверть IV — 60-е гг. III в. до н. э.
Некоторые исследователи называли даты точнее, но их выводы расходятся. Так, период 335—245 гг. до н. э. называли А. Бёрнс и В. Десмонд, между тем как С. И. Радциг и М. А. Столопова указывали 325—255 гг. до н. э.
Наиболее подробно вопрос исследовал Я. Ф. Кинстранд, указавший время жизни Биона между 335 и 245 гг. до н. э. («он дожил до 90 лет, что много, но не является исключением»). По его мнению, Бион прибыл в Афины уже взрослым, успев познакомиться с академиком Ксенократом (умер в 314 г. до н. э.), а также с Феодором Безбожником, которого изгнали из Афин в 307 г. до н. э.
Поскольку Антигон Гоната помогал Биону во время его тяжёлой болезни, приведшей к смерти, то Бион умер раньше, чем Антигон, то есть до 240/39 г. до н. э.

## Биография
Родился на северном побережье Чёрного моря, в Ольвии, около устья Борисфена (совр. Днепр). Сын вольноотпущенника и лаконской проститутки Олимпии (Athen. IV. 162). Из-за воровства отца вся семья была продана в рабство; хозяином Биона стал некий ритор, по завещанию которого Бион получил свободу и денежное наследство. Эти деньги дали ему возможность получить образование в Афинах, где он посещал почти все известные философские школы.
Эта версия считается общепринятой долгое время. Предполагалось, что её изначально записали при дворе Антигона стоики Персей и Филонид, которые недолюбливали Биона. Доверял пересказу Диогена и Я. Ф. Кинстранд, который считал, что отец Биона был торговцем рыбой и «сборщиком податей очень низкого уровня» и «даже его профессия была презираема и ненавидима». В. Тарн считал отца Биона контрабандистом.
Столь низкое происхождение не могло не оставить последствий для психики Биона. Кинстранд считал, что именно этим обусловлен литературный стиль Биона и его манеры в целом: «это выражалось в его неутонченном поведении, которое шокировало многих и раздражало ещё большее количество людей». Э. Доддс считал, что Бион отвергал идею наследственной вины, распространённоё в народе, именно вследствие своего происхождения.
Однако есть и несколько отличающиеся сведения. Стобей в «Антологии» пишет про ровно тот же вопрос Антигона, что и в пересказе Диогена Лаэртского, однако ответ Биона совсем другой. Отца и мать он не упоминает, а рассказывает хрию (притчу): «…когда ты набираешь лучников, ты, верно, не спрашиваешь, какого они рода, а… выбираешь самых метких. Так и о друзьях. Не спрашивай, откуда они, а выясняй, что собой представляют». При этом вывод совпадает, как и вопрос, с написанным у Диогена: «а ты суди обо мне по моим собственным словам» (Diog. Laert.IV. 7. 47). Возможно, Бион ответил притчей, а затем уже рассказал о собственном происхождении в качестве примера.
Сведения о матери Биона также расходятся. Диоген Лаэртский сообщает, что она была «взята из блудилища», то есть была πόρναι — относилась к низам общества, возможно, даже не была свободной. Однако Афиней пишет, что она была гетерой, что означает гораздо более высокий общественный статус.
Косвенно правдивость рассказа подтверждается другим эпизодом, который приводит Диоген Лаэртский вне контекста происхождения Биона. Согласно историографу, Бион переиначил строку Еврипида так: «И храбреца ему под силу одолеть». Далее строфа звучала так: «Ведь самый дерзкий клонит, точно раб / Кземле чело, когда при нём напомнят / Клеймо отца иль матери позор…» (Euripid.Ippolit.424-427). Вероятно, тем самым Бион намекал о своем происхождении: «и было у него не лицо, а роспись по лицу — знак хозяйской жестокости» (Diog. Laert. IV. 7. 46). Врочем, это не обязательно означает правдивости истории: все сведения — от самого Биона, которые вполне мог всё придумать с целью привлечения внимания и кинической насмешки над общепринятой моралью.
Сначала Бион принадлежал к Платоновской Академии, где учился у Ксенократа; затем обратился к киническому образу жизни, надев плащ и взяв посох, слушая в это время Кратета; затем обучался у киренаика Теодора Безбожника. Бион — единственный его ученик. Однако, в отличие от учителя, он не был последовательным киренаиком, а эклектически сочетал в философии и жизни также элементы учений киников и софистов. Затем он также учился у перипатетика Теофраста.
Хотя Бион и посещал руководимую Ксенократом Академию, его учеником он не был, сохранились свидетельства их неприязненных отношений: «В ответ на насмешки Биона он сказал, что не возразит ни единым словом: недостойно трагедии отвечать насмешкам комедии» (Diog. Laert. IV 10). H.В. Брагинская указывает, что упоминаемый Диогеном неуч, который настойчиво хочет стать учеником Ксенократа и им отвергается, возможно, и есть Борисфенит.
С Кратетом также не всё однозначно. Диоген Лаэртский указывает на Кратета Тарсийского (Diog. Laert. IV 23), схоларха Новой академии в 131—127 гг. до н. э. Однако он же пишет: «принадлежал к Академии, хотя в это же время был слушателем Кратета» (Diog. Laert. IV 52) — если бы речь шла об академике Кратете, не было бы противопоставления. Кроме того, очевидно несовпадение по годам. Возможно, что произошла путаница с киником Кратетом Фиванским (IV век до н. э. — III век до н. э.), который в 335 г. до н. э. переехал в Афины.
Как выглядел Бион, в точности неизвестно, но, возможно, имеется его скульптурный портрет. В начале XX века был обнаружен затонувший античный корабль, на котором частично сохранилась статуя (голова, руки, ноги и фрагмент плаща). С. Карузу предположил, что статуя изображает именно Биона Борисфенита. Подтверждения имеются лишь косвенные: возможно, корабль затонул во время рейса с Родоса в Афины, а скульптуру должны были создать скульпторы именно в Родосе — стиль соответствует.
Скульптура изображает типичного киника: нестриженные и неухоженные волосы, ветхий гиматий, дорожный посох. Правая рука изображена в жесте оратора — как известно, Бион много путешествовал и выступал с лекциями. Лицо принадлежит пожилому человеку, но с очень живыми чертами лица и лёгкой усмешкой.
Версия не имеет более существенных подтверждений, но и не опровергнута, однако считается достаточно общепринятой: так, на сайте Афинского национального археологического музея «Антикитерский философ» указывается именно как Бион Борисфен.